# Akobo flygplats
Akobo Airport är en flygplats i staden Akobo i Sydsudan. Den ligger i den östra delen av landet, 400 km norr om huvudstaden Juba. Akobo Airport ligger 410 meter över havet. Flygplatsen har ICAO-koden HSAK.
Terrängen runt Akobo Airport är mycket platt. Runt Akobo Airport är det glesbefolkat, med 16 invånare per kvadratkilometer.. Närmaste större samhälle är Akobo, 1,3 km norr om Akobo Airport.
Omgivningarna runt Akobo Airport är huvudsakligen savann.